# Horné Zahorany
Horné Zahorany – wieś (obec) na Słowacji położona w kraju bańskobystrzyckim, w powiecie Rymawska Sobota. Pierwsze wzmianki o miejscowości pochodzą z roku 1323. 
Według danych z dnia 31 grudnia 2012, wieś zamieszkiwało 126 osób, w tym 56 kobiet i 70 mężczyzn.
W 2001 roku rozkład populacji względem narodowości i przynależności etnicznej wyglądał następująco:
- Słowacy – 93,01%
- Romowie – 2,1%
- Węgrzy – 4,9%

Ze względu na wyznawaną religię struktura mieszkańców kształtowała się w 2001 roku następująco:
- Katolicy rzymscy – 40,56%
- Grekokatolicy – 1,4%
- Ewangelicy – 32,87%
- Ateiści – 23,78%
- Nie podano – 1,4%